# Джонстон, Ребекка
Ребе́кка Джо́нстон (англ. Rebecca Johnston; род. 24 сентября 1989, Грейтер-Садбери, Онтарио) — канадская хоккеистка, нападающий. Трёхкратная олимпийская чемпионка (2010, 2014 и 2022), двукратная чемпионка мира. 
Ребекка родом из хоккейной семьи: дядя — Майк Джонстон (тренировал сборную Канады и в НХЛ), братья — хоккеисты Райан (играл в НХЛ), Джейкоб (играл в Датской хоккейной лиге) и Стивен (играл в Гонконгской хоккейной лиге), сестра — хоккеистка Сара (играла в NCAA).